# خالد القربی
خالد القربی (فرانسوی: Khaled Korbi‎؛ زادهٔ ۱۶ دسامبر ۱۹۸۵) بازیکن فوتبال اهل تونس است.

## باشگاهی
از باشگاه‌هایی که در آن بازی کرده‌است می‌توان به باشگاه فوتبال المعب تونس، باشگاه فوتبال آفریقایی، باشگاه فوتبال اسپرانس تونس، باشگاه ورزشی الوکره، باشگاه ورزشی السیلیه، و باشگاه فوتبال الرجا اشاره کرد.

## تیم ملی
وی همچنین در تیم ملی فوتبال تونس بازی کرده‌است.